# Чудово-RWS
ЗАО «Чудово-RWS», также «Кюммене-Чудово» — древообрабатывающий завод, специализирующийся на производстве широкоформатной фанеры в Чудово Новгородской области, Россия. Завод основан в 1990 году совместно финскими компаниями Raute Oy и Oy Wilh.Schauman Ab и советским объединением «Новгородлеспром». В январе 2023 года владельцем предприятия стала финская фирма Astronaut RUS Holdings Oy.

## История

### Создание предприятия
Идея совместного предприятия по производству фанеры больших форматов появилась в 1986 году у директора объединения «Новгородлеспром» Исаака Слуцкера: на встречах с представителями древообрабатывающей промышленности Финляндии обсуждались варианты возможного сотрудничества «Новгородлеспрома» с Raute Oy, Oy Wilh.Schauman Ab и Kymmene Corporation. Предполагалось создать на территории СССР завод, оснащённый финским оборудованием, но использующий местную сырьевую базу; в свете высокого спроса на крупные фанерные листы такое предприятие сулило выгоду всем участвующим сторонам, а шедшая в СССР перестройка значительно упрощала взаимодействие с капиталистическими странами: так, с Финляндией уже была разрешена торговля, а посему в планах промышленников было добиться разрешения и на создание совместного предприятия.
К разработке идеи Слуцкер подключил своего заместителя, кандидата экономических наук Владимира Антонова, начальника отдела деревообработки «Новгородлеспрома» Владислава Болдышева и своего сына — Игоря, в то время занимавшего пост директора Чудовской спичечной фабрики «Пролетарское знамя». При этом за время согласований и изысканий распался «Союзлесстрой», на который авторами проекта возлагалась надежда в обеспечении строительства нового завода. Да и финские партнёры какое-то время не проявляли интереса к идее. Вернулись к ней только в 1988 году, когда экономическая ситуация сильно изменилась и даже Слуцкер успел отказаться от идеи; про планы совместного предприятия вспомнили в Министерстве лесной промышленности СССР — идеей заинтересовался министр Михаил Бусыгин и пообещал всяческое содействие.
Контракт между учредителями — «Новгородлеспромом», Raute Oy и Oy Wilh.Schauman Ab — был подписан 5 июля 1988 года в Московском ресторане «Прага». Согласно договорённостям, уставной капитал нового предприятия закладывался в 6 300 000 рублей, завод предполагалось построить за 24 месяца в Чудово Новгородской области, рядом со спичечной фабрикой, привлечь средства Московского народного банка и финского банка Postipankki, кредиты предполагалось вернуть за 12 лет. Реализацию продукции на международном рынке взяла на себя Wilh.Schauman, подготовку управленческих и инженерных кадров также на себя взяла финская сторона.

### Строительство
Для постройки завода был выделен участок, расположенный на противоположном берегу реки Кересть от спичечной фабрики, что позволяло двум предприятиям использовать общие энергетические мощности и систему управления отходами. Расположение будущего производства в Чудово было выгодно по многим причинам: город расположен недалеко от границы с Финляндией, что было условием финской стороны, при этом неподалёку от ресурсной базы — новгородских лиственных лесов. Железнодорожная станция Чудово расположена на магистрали между Москвой и Санкт-Петербургом, также через город проходит автодорога, соединяющая две столицы. Несмотря на то, что строительство было начато почти сразу после подписания учредительного договора, 15 декабря строительство было остановлено, а Промстройбанк прекратил финансирование работ. Причиной тому стала близость усадьбы Николая Некрасова: по мнению чиновников строительство завода нарушило бы ландшафт окрестностей историческиого памятника, утверждённый месяцем ранее, 16 ноября. На дополнительные согласования ушло несколько месяцев.
Для ведения строительства совместное предприятие обратилось в территориальное строительное управление, но озвученные последним сроки — 3 года — не устраивали промышленников. Поэтому силами «Новгородлеспрома» в качестве генерального подрядчика была организована ПМК «Новгородинтерстрой». ПМК привлекала рабочих из окрестных районов на вахтовой основе, также к работам были привлечены 20 субподрядных организаций и коллектив Чудовской спичечной фабрики. Заказы размещались как на местных предприятиях (например, Чудовский завод железобетонных шпал поставлял железобетонные изделия), так и на предприятиях Москвы, Новосибирска, Украины и других частей страны. Подобная организация работ дала свои плоды — в августе 1989 года на главном корпусе завода была смонтирована кровля и, по финской традиции, прошёл праздник крыши. В июне 1990 года прошли первые запуски производственных линий, в сентябре они были сданы в эксплуатацию, а 1 ноября состоялось открытие совместного предприятия.

### Эксплуатация
В 2002 году доля Raute Oy в предприятии была выкуплена другим финским древообрабатывающим концерном UPM Kymmene. Практически сразу, новые владельцы стали вкладывать средства в развитие производства — уже в начале 2003 года в Чудово был запущен новый цех по производству лущёного берёзового шпона, на строительство и оборудование которого UPM Kymmene потратил 16 миллионов евро. Инвестиции окупились — в 2004 году прибыль предприятия начала быстро расти. Поэтому в 2005 году UPM Kymmene выкупил и доли остальных учредителей, став единоличным собственником Чудово-RWS. Для управления заводом было создано ООО UPM Kymmene, в Санкт-Петербурге же компания открыла отдел реализации продукции под названием «ЮПМ-Кюммене».
В 2019 году на заводе были запущены дополнительные производственные мощности, увеличившие объёмы выпуска фанеры до 155 000 м³ в год. По итогам 2021 года выручка завода составила 8,2 миллиарда рублей, чистая прибыль — 1 миллиард рублей.
В марте 2022 года в связи с введением рядом европейских стран санкций в отношении России, UPM Kymmene объявил о приостановке своей деятельности в стране, остановив как закупки сырой древесины, так и готовых материалов. Это привело к остановке фанерного завода в Чудово в сентябре того же года. В январе 2023 года все российские активы UPM Kymmene, включавшие в себя фирму по реализации древесины «ЮПМ-Кюммене» и фирму, управлявшую заводом «ЮПМ-Кюммене-Чудово» были проданы финской фирме Astronaut RUS Holdings Oy, основанной в 2003 году и занимающейся управлением активами. В июне того же года завод возобновил закупки сырья и вновь запустил производство.